# Таванипупу
Таванипупу (англ. Tavanipupu) — остров в бассейне Тихого океана, входит в архипелаг Соломоновых островов. Расположен к юго-востоку от побережья Гуадалканала, на территории Марау-Саунд, лежит между островами Товара и Марапа. Административно остров относится к провинции Гуадалканал государства Соломоновы Острова.
Первыми владельцами острова европейского происхождения стали норвежские предприниматели братья Теодор и Оскар Свенсены, занимавшиеся торговлей копрой. В 1891 году они совместно с своими деловыми партнёрами, братьями Сёльфреном и Йоханнесом Нердрумами, приобрели Таванипупу (также известный как Остров Кроуфорда) у местных жителей за пять винтовок «Снайдер-Энфилд» и некоторые другие вещи. Теодор Свенсен умер на острове в 1893 году, Сёльфрен Нердрум скончался там же в 1896 году.
В конце 1990-х годов, в период межэтнического конфликта на Соломоновых островах, остров подвергался налётам со стороны повстанческой организации Революционная армия Гуадалканала, что вынудило гостей курорта, опасавшихся за свою безопасность, покинуть его.
В сентябре 2012 года во время своей поездки по Юго-Восточной Азии Таванипупу посетили принц Соединённого Королевства Уильям и его супруга герцогиня Кэтрин.
До 2015 года остров являлся частным курортом, затем был передан Национальному резервному фонду Соломоновых Островов в связи с неспособностью предыдущих собственников вернуть полученный ими у фонда в 2012 году заём в 15 миллионов долларов[уточнить].
Курорт имеет собственную систему водоснабжения, но электрическая сеть на 2009 год отсутствовала — использовалось керосиновое освещение.